# Пончаев, Жафяр Насибуллович
Жафяр Насибуллович Пончаев (тат. Җәгъфәр Насыйбулла улы Пончаев; 16 марта 1940, Средняя Елюзань, Пензенская область — 27 декабря 2012, Санкт-Петербург) — председатель централизованной религиозной организации «Духовное управление мусульман Санкт-Петербурга и Северо-Западного региона России», первый заместитель председателя Центрального духовного управления мусульман России, муфтий, крупный религиозный и общественный деятель Российской Федерации, имеющий научные труды, статьи и публикации. Инициатор строительства второй мечети в Санкт-Петербурге и открытия молельных комнат.

## Биография
Родился 16 марта 1940 года в селе Средняя Елюзань Пензенской области.
Первым наставником и учителем, кто дал глубокие религиозные знания о исламе, был Насибулла Аипов.
В 1971 году окончил медресе «Мир Араб» в Бухаре, в 1975 — Ташкентский институт имени имама Аль-Бухари. После его окончания работал ответственным секретарем духовного управления мусульман Европейской части СССР и Сибири с резиденцией в Уфе.
В августе 1977 года получил направление в Ленинградскую Соборную мечеть в качестве имам-хатыба. В 1991 году был назначен имам-мухтасибом мухтасибатского правления Северо-Западного региона РФ. В 1994 году стал муфтием и председателем централизованной религиозной организации «Духовное управление мусульман Санкт-Петербурга и Северо-Западного региона России».
Имеет духовный сан кади Шариатского суда, является академиком Международной академии наук. В составе официальных делегаций участвовал во многих встречах и конференциях с иностранными государственными, общественными и религиозными деятелями.
С 1977 года являлся председателем правления религиозной организации «Региональное объединение мусульман Санкт-Петербурга (Соборная мечеть)», настоятелем и главным имам-хатыбом Санкт-Петербургской Соборной мечети.
Президент регионального общественного фонда «Возрождение ислама, исламской культуры и мусульманских традиций в Санкт-Петербурге».
Имеет ряд ученых богословских степеней, является членом Совета улемов (ученых-богословов), казы (член Высшего духовного арбитражного суда мусульман).
С 2008 года — ректор Санкт-Петербургского исламского института религии и права.
Похоронен на Магометанском кладбище в Санкт-Петербурге.

## Должности

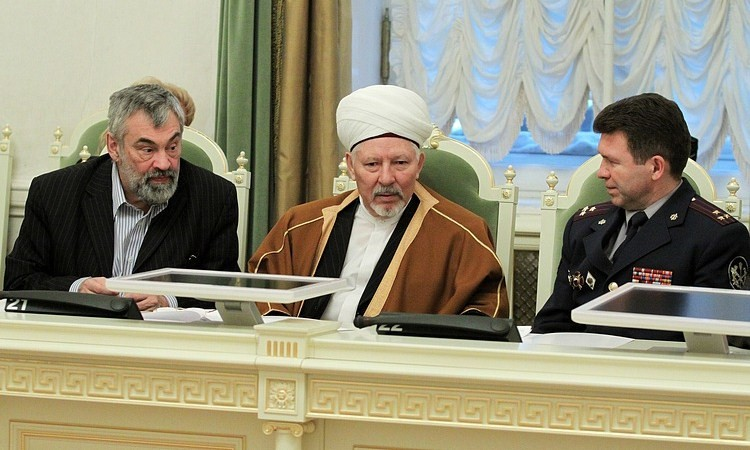

- Член Президиума Центрального Духовного Управления Мусульман России.
- Главный советник Верховного муфтия России Шейх-уль-Ислама Талгата Таджуддина.
- Член Общественного Совета при Губернаторе Санкт-Петербурга.
- Член Общественного Совета при ГУВД Санкт-Петербурга и Ленинградской области.
- Член Общественного Совета при Прокуратуре Санкт-Петербурга.
- Член Общественно-консультативного совета при УФМС России по Санкт-Петербургу и Ленинградской области.
- Член Антинаркотической комиссии Северо-Западного округа РФ

## Деятельность
Ж. Н. Пончаев был инициатором строительства второй мечети Санкт-Петербурга в Приморском районе города на улице Репищева, дом 1.
Жафяр-хазрят Пончаев являлся ведущим экспертом по Исламу при подготовке экспертных заключений, касающихся мусульманского права, нравственности и научного обоснования религиозных основ мусульманской веры, которые подготавливались по запросам органов власти РФ, в том числе из УФСИН, Прокуратуры Санкт-Петербурга, ГУВД по Санкт-Петербургу и Ленинградской области.

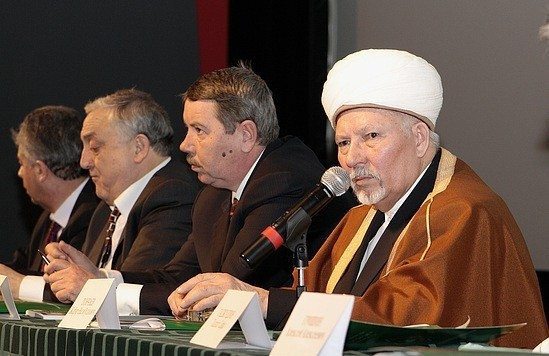

Он являлся активным участником работы Межпарламентской Ассамблеи государств-участников СНГ. Как эксперт и активный участник нескольких рабочих групп, подготовил свои предложения по противодействию наркотрафику и правовому регулированию интеграции мигрантов из стран Средней и Центральной Азии в социальную и культурную среду Санкт-Петербурга и РФ.
Ж. Н. Пончаев являлся членом Антинаркотической комиссии Северо-Западного округа РФ, подготовил ряд статей о безнравственности, аморальности наркобизнеса, которые были опубликованы в вестнике ФСКН России, в журнале «Многонациональный Санкт-Петербург», в газете «Нур», в других средствах массовой информации. В молодёжной среде он провёл цикл лекций по темам: «Ислам против наркотиков», «Жизнь без наркотиков» с осуждением подобного образа жизни.

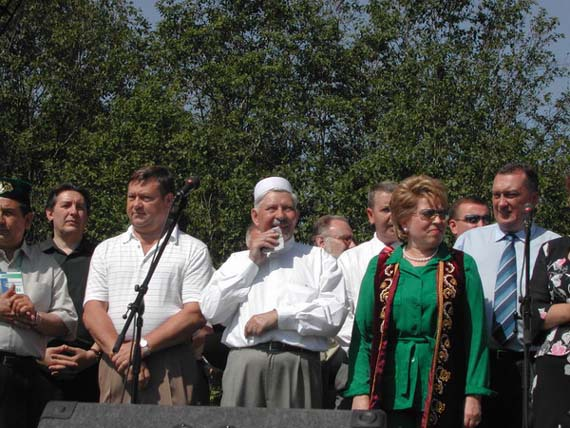

Ж. Н. Пончаев вёл борьбу с ваххабизмом и с его последователями. Содействовал прекращению работы ряда филиалов исламистских фондов из стран Северной Африки, Ближнего и Среднего Востока, таких как «Братья-мусульмане», «Хизб ут-Тахрир аль-Ислами».
В исправительных колониях, в учреждениях УФСИН Санкт-Петербурга и Ленинградской области по инициативе муфтия Пончаева началось окормление мусульман, отбывающих уголовное наказание. Под его руководством проведена работа, связанная с организацией и началом религиозно-просветительской деятельности молельных комнат в Санкт-Петербурге и в Ленинградской области. Ж. Н. Пончаев уделял внимание работе с мусульманами — трудовыми мигрантами, защите их интересов и прав.
В Санкт-Петербургской Соборной мечети вне своих должностных обязанностей как настоятель проводил ежедневные приёмы граждан по индивидуальным вопросам религиозного характера, пытался способствовать решению проблем, связанных с социально-бытовой, духовно-нравственной и культурной адаптацией в современном гражданском обществе.
Он также стал инициатором учреждения и проведения ежегодной научно-практической конференции «Ислам — религия мира, справедливости и толерантности».

## Семья
- Жена Зайтюна Мурадымовна Пончаева, с которой он прожил более 51 года.
- Дочь Наиля (1962 года рождения). Замужем, имеет дочь.
- Сын Равиль (1964 года рождения). Женат, имеет сына.
- Сын Рушан (1970 года рождения). Женат, имеет двух детей.
- Дочь Хавва (1976 года рождения).

Все проживают в Санкт-Петербурге.

## Награды

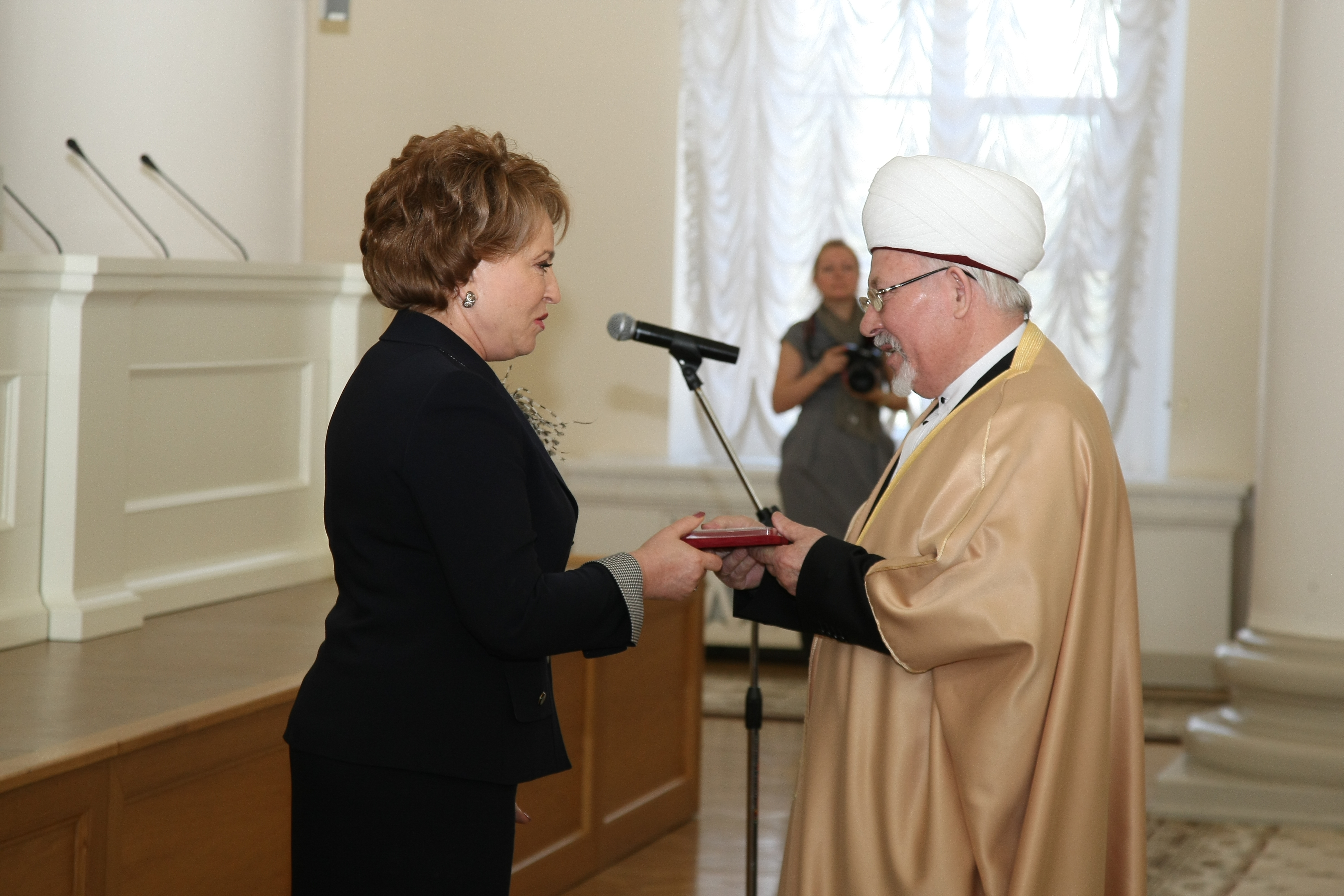
Губернатор Санкт-Петербурга Валентина Матвиенко (2003—2011) награждает Жафяра Пончаева медалью ордена «За заслуги перед Отечеством» II степени

- Орден Дружбы (26 декабря 2001 года) — за большой вклад в укрепление дружбы и сотрудничества между народами[1].
- Медаль ордена «За заслуги перед Отечеством» II степени, (12 декабря 2010 года) — за осуществление конкретных и полезных для страны дел в промышленности и сельском хозяйстве, строительстве и на транспорте, в науке и образовании, здравоохранении и культуре, в других областях трудовой деятельности[2].
- В память 300-летия Санкт-Петербурга (2003 год)
- В память 1000-летия Казани
- Медаль «За доблестный труд» (Татарстан) (17 марта 2010 года) — за высокие достижения в труде в области государственного, экономического, социального и культурного развития Республики Татарстан, в развитии экономического и научного потенциала республики, за активную общественную и благотворительную деятельность[3].
- Орден святого праведного Иоанна Кронштадтского
- Серебряная звезда Законодательного собрания Санкт-Петербурга